# Conus stenostoma
Conus stenostoma é uma espécie de gastrópode do gênero Conus, pertencente à família Conidae.